# Beau Revel
Beau Revel è un film muto del 1921 diretto da John Griffith Wray sotto la supervisione di Thomas H. Ince.

## Trama
Lawrence Revel, detto Larry, e soprannominato "Beau" per la sua attitudine di inguaribile donnaiolo, ha una relazione con Alice Latham, sposata all'incostante Fred. Larry chiede ad Alice di lasciare il marito, ma la donna ha dei dubbi, fondati, sulla serietà dell'amante.
Nellie Steel è una ballerina al Club de Dance, un locale da ballo di proprietà di Rossiter Wade nel quale lavora col fratello Bert in qualità di cassiere. Wade è un pretendente di Nellie, ma la giovane gli preferisce Dick Revel, il figlio di Larry.
Larry ha modo di conoscere Nellie e ne rimane affascinato, e quando Dick confessa al padre di avere intenzioni serie riguardo alla ragazza, Larry dice al figlio di non ritenerla persona adatta per un matrimonio, e lo convince, per quello che reputa essere il suo bene, a prendersi una pausa di due settimane dalla frequentazione della giovane. Dick accetta, e solo in seguito il padre aggiunge che, se in capo al tempo stabilito, Nellie si troverà sola con lui nei suoi appartamenti, allora sarà provata la sua inadeguatezza al matrimonio.
Passate le due settimane, durante le quali Larry ha corteggiato Nellie, quest'ultima si trova in effetti, a mezzanotte, a casa dell'uomo, ma solo per chiedergli aiuto, in qualità di avvocato, in un'accusa di furto dell'incasso del Club de Dance, che Wade aveva rivolto a lei e al fratello. Larry, dopo aver risposto, imbarazzato, ad una telefonata di Alice che lo avvertiva di essere in procinto di lasciare il marito, fa nascondere la ragazza per non far sapere della sua presenza a Dick, che sta bussando alla porta (e che peraltro aveva già visto la silhouette di Nellie oltre le tende della finestra, dalla strada). Larry ammette col figlio di essersi sbagliato, e che Nellie è persona adatta al matrimonio. La felicità di Dick viene meno non appena i padre aggiunge che questa volta si è veramente innamorato, come solitamente non gli capitava, ed ha chiesto egli stesso la ragazza in sposa. Esasperata ed infastidita dall'irriverente macchinazione giocata da padre e figlio nei suoi confronti, Nellie, uscita dal nascondiglio, rimprovera a Larry la sua incapacità ad amare veramente, e lascia la casa, dirigendosi al locale, dove evidentemente, data l'accusa, non potrà più esibirsi, a raccogliere le proprie cose. Dick sfoga la propria amarezza col padre, e, lasciato sul tavolo il revolver col quale aveva avuto intenzione di ucciderlo, esce a sua volta.
Alice intanto abbandona il marito, che è a conoscenza del fatto che la moglie ha Larry come amante, dicendogli che in realtà sta lasciando entrambi, per vivere da sola.
Mentre Dick raggiunge Nellie e riesce a convincerla della propria ingenuità ed innocenza, Larry, a casa, è in preda ad una profonda crisi di coscienza, che lo porta ad avere visioni di Alice, di Nellie e di altre donne che lo irridono. Larry ha impugnato la pistola per uccidersi, quando il maggiordomo Ridge entra per errore nella stanza. Dopo un laconico scambio di battute con Ridge, Larry, volendo far credere al perplesso maggiordomo che si sia trattato di un errore anche il gesto che si accinge a compiere, si getta dalla finestra.

## Produzione
Il film fu prodotto dalla Thomas H. Ince Corporation.

## Distribuzione
Il copyright del film, richiesto dalla Thomas H. Ince Productions, fu registrato il 21 febbraio 1921 con il numero LP16170.
Distribuito dalla Paramount Pictures, il film uscì nelle sale cinematografiche degli Stati Uniti il 20 marzo 1921.